# Curmătura (okręg Caraș-Severin)
Curmătura – wieś w Rumunii, w okręgu Caraș-Severin, w gminie Sichevița. W 2011 roku liczyła 11 mieszkańców. 